# Aeroporto Internacional L.F. Wade
O Aeroporto Internacional L.F. Wade (IATA: BDA, ICAO: TXKF), anteriormente conhecido como Aeroporto Internacional de Bermudas é o único aeroporto que serve Bermudas, é Localizado na paróquia de St. George e cerca de 18 quilômetros da capital de Bermudas, Hamilton. Em 2006, o Aeroporto teve cerca de 900.000 passageiros, um aumento de 7% comparado a 2005. o Aeroporto pode acomodar qualquer tipo de aeronave, incluindo o Boeing 747. Atualmente, dez companhias aéreas operam no Aeroporto. O maior avião atualmente em operação no aeroporto é o Boeing 777-200 da British Airways.

## História
O aeroporto operou como Base aérea dos Estados Unidos  durante Segunda Guerra Mundial .
Em 16 de abril de 2007 , o aeroporto foi formalmente renomeada como " Aeroporto Internacional L.F. Wade " em homenagem ao L. Frederick Wade, Pioneiro Na Aviação das Bermudas.

## Companhias aéreas e destinos
| Companhia aérea      | Destino            |
| -------------------- | ------------------ |
| Air Canada           | Toronto            |
| AirTran Airways      | Atlanta, Baltimore |
| American Airlines    | Miami, Nova York   |
| British Airways      | Londres-Gatwick    |
| Continental Airlines | Newark             |
| Delta Air Lines      | Atlanta, Boston    |
| JetBlue Airways      | Nova York          |
| EUA Airways          | Filadélfia         |
| WestJet              | Toronto            |

## Acidentes e incidentes
Em 06 dezembro de 1952 Um DC-4 da Cubana de Aviación  caiu depois de decolar do aeroporto matando 37 passageiros de 41 passageiros e tripulantes.